# Resolució 2258 del Consell de Seguretat de les Nacions Unides
La Resolució 2258 del Consell de Seguretat de les Nacions Unides fou adoptada per unanimitat el 22 de desembre de 2015. El Consell va ampliar l'autorització atorgada a la Resolució 2165 per ajudar a les organitzacions a viatjar per Síria a través de passos fronterers específics per tal de proporcionar assistència d'emergència a la població de les zones de conflicte d'aquest país fins al 10 de gener de 2017.

## Contingut
La violència a Síria continuava augmentant i s'havia cobrat més d'un quart de milió de vides. La situació humanitària també continuava deteriorant-se. 13,5 milions de persones necessitaven assistència humanitària. 6,5 milions d'ells eren desplaçats interns i 4,5 milions viuen en zones de difícil accés. Gairebé 400.000 civils van quedar atrapats en àrees assetjades.
Les parts bel·ligerants també continuaven violant els drets humans, entre altres coses, atacant objectius civils, bombardejant cegament i empresonant i torturant arbitràriament. També van atacar i saquejar combois auxiliars. hi havia 2,4 milions de persones amb ajuda alimentària, 4,1 milions de persones amb ajudes mèdiques i 1,3 milions amb mancances d'aigua i sanejament. Tanmateix, a les zones assetjades, els nombres estaven disminuint. Només es podia fer arribar l'ajuda humanitària al 0,7% de la població i l'assistència mèdica al 3,5%.
El consentiment donat a les organitzacions d'ajuda per la Resolució 2165 per travessar les àrees frontereres de Síria a través de quatre passos fronterers amb l'objectiu d'aconseguir entregar ajuda humanitària la població es va ampliar fins al 10 de gener de 2017.